# Rivaldinho
Rivaldo Vítor Mosca Ferreira Júnior (São Paulo, Estado de São Paulo, Brasil; 29 de abril de 1995), conocido comúnmente como Rivaldinho, es un futbolista brasileño que juega como delantero en el Fotbal Club Farul Constanța de la Liga I de Rumania.

## Trayectoria

### Carrera temprana
Comenzó su carrera en el Mogi Mirim Esporte Clube de su país natal, disputando 47 partidos en todas las competiciones del club brasileño.
Luego se mudó al club portugués Boavista en agosto de 2015, donde solo hizo una aparición en la liga (contra el Moreirense) y dos apariciones en las copas nacionales (contra Feirense y Operário).
Rivaldinho fichó por el XV de Piracicaba de Brasil el 18 de enero de 2016 donde participó en 12 partidos del Campeonato Paulista, logrando anotando tres goles antes de irse el 12 de abril. Fue fichado por Internacional el 10 de mayo de 2016, pero pasó el final de la temporada cedido en Paysandu.

### En Rumania y Bulgaria
El 7 de febrero de 2017 regresó a Europa, firmando un contrato de tres años y medio con el Dinamo de București de Rumanía.
Marcó su primer gol para el club el 5 de abril en la victoria por 2-0 en la liga contra el CFR Cluj. El 27 de julio de ese mismo año en un partido de clasificación de la Europa League contra el Athletic Club de España anotó un gol con un «tremendo» esfuerzo de largo alcance para llevar al Dinamo a empatar 1-1 contra el equipo español. Con el Dinamo también ganó la Cupa Ligii 2016-17.
El 27 de enero de 2018 firmó un contrato de dos años y medio con el Levski Sofia de Bulgaria, llegando tener uno de los salarios más altos del club, pero lamentablemente sufrió lesiones.
En enero de 2019 regresó a Rumanía y se unió en condición de cedido al Viitorul Constanța, fichando definitivamente por el club en el mes de julio. En ese periodo salió campeón de la Copa de Rumanía 2018-19.

### Polonia
En agosto de 2020 fichó por el Cracovia de Polonia, logrando ganar la Supercopa de Polonia en su primera temporada. El 20 de julio de 2022 abandonó el club por mutuo acuerdo.

### Regreso a Rumania
El 26 de julio de 2022 el U Craiova anunció el fichaje de Rivaldinho por dos años. En mayo de 2023 se mudó a Farul Constanța.

## Clubes
| Club                  | País     | Año       |
| --------------------- | -------- | --------- |
| Mogi Mirim            | Brasil   | 2014-2015 |
| Boavista              | Portugal | 2015-2016 |
| XV de Piracicaba      | Brasil   | 2016      |
| Internacional         | Brasil   | 2016      |
| Paysandu (cedido)     | Brasil   | 2016      |
| Dinamo de București   | Rumania  | 2017-2018 |
| Levski Sofia          | Bulgaria | 2018-2019 |
| Viitorul Constanța    | Rumania  | 2019-2020 |
| Cracovia              | Polonia  | 2020-2021 |
| Universitatea Craiova | Rumania  | 2022-2023 |
| Farul Constanța       | Rumania  | 2023      |

## Palmarés

### Campeonatos nacionales
| Título               | Club                | País    | Año     |
| -------------------- | ------------------- | ------- | ------- |
| Cupa Ligii           | Dinamo de București | Rumania | 2016-17 |
| Copa de Rumanía      | Viitorul Constanța  | Rumania | 2018-19 |
| Supercopa de Polonia | Cracovia            | Polonia | 2020    |

## Vida personal
Rivaldinho es hijo de Rose Mosca y del exfutbolista Rivaldo (figura de la selección brasileña y del Barcelona de España). Tanto él como su padre anotaron en el mismo partido de la Serie B Brasileña para Mogi Mirim en julio de 2015.